# Exomvourga
Exomvourga (in greco Εξώμβουργο?) è un ex comune della Grecia nella periferia dell'Egeo Meridionale (unità periferica di Tino) con 2 692 abitanti secondo i dati del censimento 2001.
È stato soppresso a seguito della riforma amministrativa, detta Programma Callicrate, in vigore dal gennaio 2011 ed è ora compreso nel comune di Tino.
Il comune è situato nell'isola di Tinos e apparteneva alla perfettura delle Cicladi.